# Terra Rubra

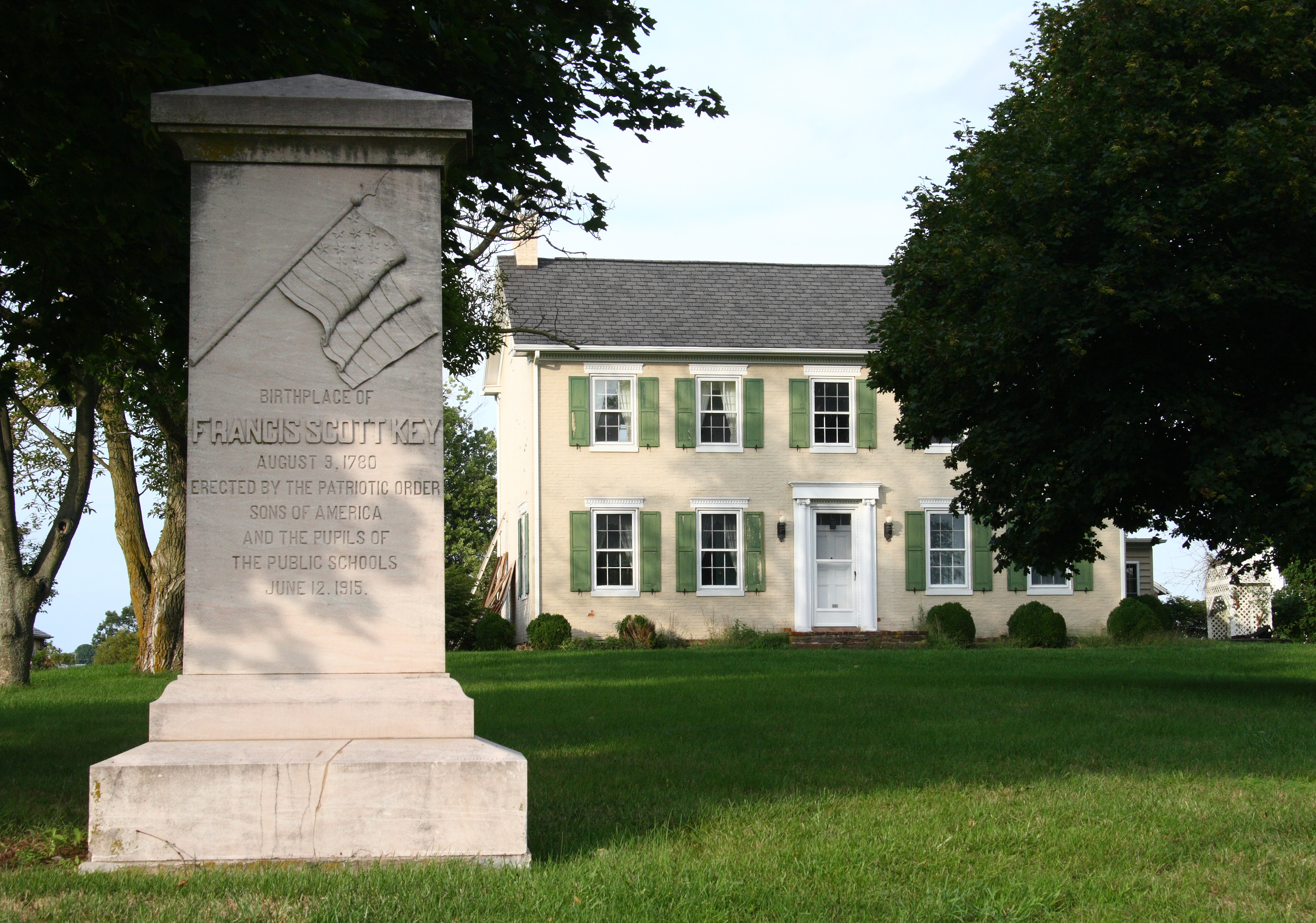
Mansión Terra Rubra

Terra Rubra es una casa histórica situada cerca de Keysville, Condado de Carroll, Maryland, Estados Unidos. Es el lugar donde nació, en 1779, el escritor y poeta Francis Scott Key, autor de la letra del himno nacional de los Estados Unidos, "The Star-Spangled Banner".  La actual casa de estilo Federal fue construida en la década de 1850, ya que con el tiempo la residencia Key original se había deteriorado. Se reconstruyó sobre la casa original, construida en la década de 1770 por Francis Key para su hijo, John Ross Key, padre de Francis Scott Key.
Fue catalogada en el Registro Nacional de Lugares Históricos en 1978.